# Шишковское сельское поселение (Новгородская область)
Шишковское сельское поселение — упразднённое с 12 апреля 2010 года муниципальное образование в Демянском муниципальном районе Новгородской области России.
Административным центром была деревня Шишково.
Территория сельского поселения была расположена на юго-востоке Новгородской области, к юго-востоку от Демянска.
Шишковское сельское поселение было образовано в соответствии с законом Новгородской области от 11 ноября 2005 года № 559-ОЗ. С апреля 2010 года объединено наряду с упразднёнными Вотолинским и Ильиногорским во вновь образованное Ильиногорское сельское поселение с административным центром в деревне Ильина Гора.

## Населённые пункты
На территории сельского поселения были расположены 6 населённых пунктов (деревень): Кожевниково, Мирохово, Михеево, Намещи, Скобово, Шишково.

## Транспорт
По территории сельского поселения проходит автодорога из Демянска в Вотолино.